# Јанко Миливојевић
Јанко Миливојевић (Београд, 1987) српски је позоришни и телевизијски глумац.

## Биографија
Јанко Миливојевић је рођен 1987. године у Београду. Као дете је глумио у хит серији Срећни људи улогу Небојше "Неце" Голубовића. Данас ради у породичној галерији.

## Улоге
| Год.       | Назив                             | Улога                  |
| ---------- | --------------------------------- | ---------------------- |
| 1993—1994. | Срећни људи                       | Небојша Неца Голубовић |
| 1995—1996. | Срећни људи 2                     | Небојша Неца Голубовић |
| 1996.      | Срећни људи: Новогодишњи специјал | Небојша Неца Голубовић |